# Cacatoès banksien
Calyptorhynchus banksii
Vous lisez un « bon article » labellisé en 2008.
Espèce
Statut de conservation UICN

 LC  : Préoccupation mineure
Répartition géographique
Statut CITES
Le Cacatoès banksien ou Cacatoès de Banks (Calyptorhynchus banksii) est une espèce de grands cacatoès australiens. Cette espèce a été connue sous le nom de Calyptorhynchus magnificus pendant de nombreuses décennies, jusqu'à ce que son nom scientifique actuel, du nom du botaniste Joseph Banks, soit adopté officiellement en 1994.
Cet oiseau est plus fréquent dans les parties les plus sèches du continent. Cinq sous-espèces différentes de manière significative par la taille du bec sont distinguées. Bien que les sous-espèces du nord soient encore répandues, les deux sous-espèces méridionales sont menacées. Ces dernières sont nommées d'après leurs noms vernaculaires anglophones, le « Cacatoès banksien de forêt » et le « Cacatoès banksien du Sud-Est ».
Le Cacatoès banksien mesure environ 60 centimètres de long. Les deux sexes sont dissemblables. Les mâles sont complètement noirs, à l'exception de bandes rouges sur la queue tandis que les femelles, légèrement plus petites que les mâles, ont un plumage brun noir piqueté de taches et de fines bandes jaunes alors que les bandes de la queue sont jaune orangé.
Ces oiseaux vivent habituellement dans les forêts d'eucalyptus ou le long des cours d'eau. Dans le nord du pays, ces cacatoès se regroupent généralement en grandes bandes. Ils se nourrissent de graines et nichent dans les cavités des arbres. C'est pourquoi ils dépendent de la présence d'arbres d'assez grand diamètre, généralement des eucalyptus. Les populations du sud-est de l'Australie sont menacées par la réduction du couvert forestier et par d'autres modifications de leur habitat.
De tous les « cacatoès à plumage noirâtre », le Cacatoès banksien est le plus facile à élever, mais il reste rare et cher (comme toutes les espèces de ce groupe) en dehors de l'Australie.

## Systématique Taxonomie et dénomination

### Dénomination
Les populations aborigènes du centre de la péninsule du cap York ont plusieurs noms vernaculaires pour l'oiseau : (minha) pachang en Pakanh (inh-) inhulg en Uw Oykangand et (inh-) anhulg en Uw Olkola. (Le préfixe entre parenthèses (inh ou minha) est un qualificatif qui signifie « viande » ou « animaux ».). Les Gunwinggus de la Terre d'Arnhem utilisent les noms de Ngarnarrh ou KarnamarrTo. Dans le centre de l'Australie, au sud-ouest d'Alice Springs, les Pitjantjatjaras appellent iranti la sous-espèce C. b. samueli. Les Noongars utilisent le nom de karrak, une onomatopée du cri de la sous-espèce du sud-ouest de l'Australie C. b. naso.

### Taxinomie
L'espèce a été décrite pour la première fois par l'ornithologue John Latham en 1790 sous le nom de Psittacus banksii. C'est aussi le premier oiseau de l'est de l'Australie qui a été dessiné par un européen : une femelle, probablement aperçue au bord de l'Endeavour River dans le nord du Queensland, a été dessinée par Sydney Parkinson en 1770. Mais peu avant Latham, un naturaliste anglais George Kearsley Shaw l'avait décrit sous le nom de Psittacus Magnificus à partir d'un spécimen trouvé dans la région de Port Jackson, (l'actuelle Sydney). Aussi pendant de nombreuses années, l'espèce sera dénommée Calyptorhynchus magnificus, nom proposé par Gregory Mathews en 1927 car la dénomination de Shaw était antérieure à la description de Latham en 1790. Pendant plusieurs décennies, la proposition de Mathews a été acceptée par de nombreuses autorités, mais il existait un doute sur l'espèce trouvée à Port Jackson : faisait-elle référence à l'actuel Cacatoès banksien ou, plus vraisemblablement, à l'actuel Cacatoès de Latham ? Aussi, en 1994, la Commission internationale de nomenclature zoologique a adopté le nom de Calyptorhynchus banksii comme nom scientifique de l'espèce.
Le Cacatoès banksien est l'espèce type du genre Calyptorhynchus. Ce nom a été construit à partir des racines du grec ancien καλυπτο [calypto] qui signifie couvert et ρυγχος [rhynchus] qui signifie bec. Anselme Gaëtan Desmarest crée ce genre en 1826 et y classe cet oiseau.
En 1827, Jennings avait proposé le nom Psittacus niger pour cette espèce mais ce nom binomial avait déjà été utilisé par Carl von Linné pour le perroquet noir en 1758 et par Johann Friedrich Gmelin pour le cacatoès noir en 1788. Ce nom n'était donc pas valable même si les deux autres espèces étaient déjà connues sous des noms différents à l'époque.
Cinq sous-espèces sont connues. Deux sont classées vulnérables par l'UICN. Elles se distinguent principalement par la forme et la taille du bec, la taille globale des oiseaux et la coloration des femelles:
- C. b. banksii se trouve dans le Queensland et, rarement, dans l'extrême nord de la Nouvelle-Galles du Sud ; c'est le plus grand des cacatoès de Banks par sa taille corporelle mais il a un bec de taille modérée[16]. Il vit avec la sous-espèce macrorhynchus autour du golfe de Carpentarie. Il a disparu de la majeure partie de son ancienne aire de répartition dans le nord de la Nouvelle-Galles du Sud et dans le sud du Queensland[17].

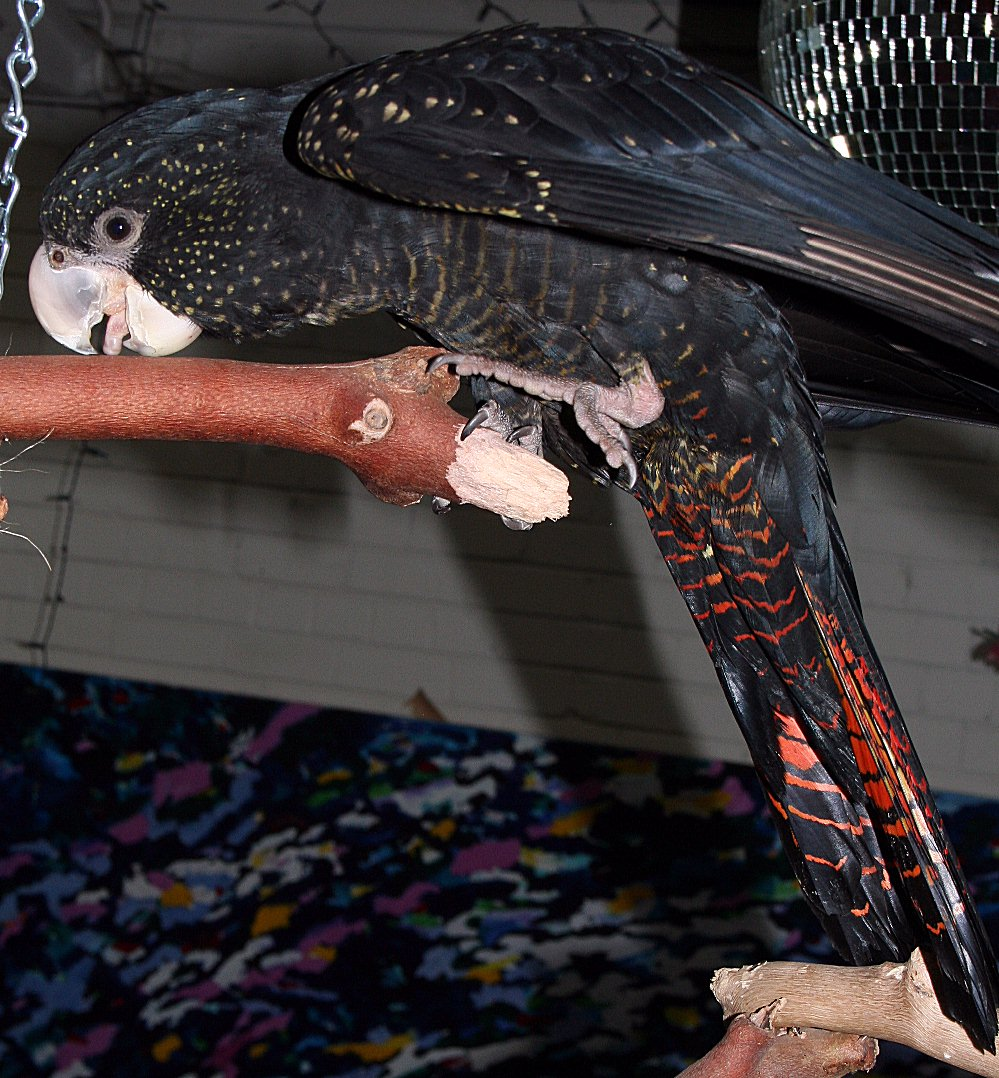
Femelle adulte de la sous-espèce samueli.

- C. b. graptogyne, (Vulnérable)[18] connu aussi sous le nom de « Cacatoès banksien du Sud-Est » vit dans le sud-ouest du Victoria et le sud-est de l'Australie-Méridionale dans une zone bordée par Mount Gambier à l'ouest, Portland au sud, Horsham au nord-est et Bordertown au nord[19]. C'est la plus petite des cinq sous-espèces[16] et son existence n'a été officiellement reconnue que dans les années 1980[20],[21]. Il est essentiellement dépendant des Eucalyptus baxteri, des Eucalyptus camaldulensis et des Allocasuarina luehmannii (Buloke) pour son alimentation et sa nidification[22]. Or ces trois espèces d'arbres sont menacées par le défrichement des terres et la plupart des arbres sont sur des terrains privés; il n'en reste peut-être que seulement 500 à 1000 individus[23] aussi cette sous-espèce et son habitat font l'objet d'un plan de redressement national[24]. En 2007, les propriétaires terriens locaux ont été indemnisés pour les aider à régénérer des habitats appropriés[25].
- C. b. macrorhynchus, ce qui se traduit par « Cacatoès banksien à grand bec », a été nommé ainsi par Mathews[26]. Il vit dans le nord de l'Australie. Bien qu'on pense qu'elle soit répandue et abondante, cette sous-espèce a été peu étudiée. C'est également une sous-espèce d'oiseau de grande taille. Les femelles n'ont pas de rouge à la queue[10].
- C. b. naso (Quasi menacé)[27],[28] aussi connu sous le nom de « cacatoès banksien de forêt » vit dans le sud-ouest de l'Australie occidentale entre Albany et Perth Cette sous-espèce à grand bec[29], apprécie les bois de Corymbia calophylla, E. marginata et E. diversicolor[30].
- C. b. samueli vit dans quatre régions différentes: dans la zone côtière centrale de l'Australie occidentale de Pilbara au nord de la Wheatbelt à proximité de Northam au nord, au bord des cours d'eau de l'intérieur de l'Australie centrale, au sud-ouest du Queensland et la partie supérieure du réseau hydrographique de la rivière Darling dans l'ouest de la Nouvelle-Galles du Sud. Les oiseaux de cette sous-espèce sont généralement plus petits avec aussi des plus petits becs que les autres C. banksii[31].

### Classification
Le Cacatoès de Banks est un proche parent du Cacatoès de Latham, les deux espèces forment le sous-genre Calyptorhynchus dans le genre du même nom. Ces deux espèces se distinguent des autres Calyptorhynchus du sous-genre Zanda par leur important dimorphisme sexuel et les cris des jeunes : l'un est un couinement suppliant, l'autre une vocalisation quand l'animal avale sa nourriture,.
La classification de Brown & Toft parue en 1999, basée sur une analyse des séquences d'ADN mitochondrial et d'ARN ribosomique 12S le confirme et suggère que la Calopsitte élégante est l'espèce la plus proche du genre Calyptorhynchus.
- Calyptorhynchus  (m.) Desmarest, 1826 — 5 espèces & 13 taxa
  - sous genre Zenda - 3 espèces
    - Calyptorhynchus funereus (Shaw, 1794) — Cacatoès funèbre
    - Calyptorhynchus baudinii Lear, 1832 — Cacatoès de Baudin
    - Calyptorhynchus latirostris Carnaby, 1948 — Cacatoès à rectrices blanches

  - sous genre Calyptorhynchus - 2 espèces
    - Calyptorhynchus banksii (Latham, 1790) — Cacatoès banksien
    - Calyptorhynchus lathami (Temminck, 1807) — Cacatoès de Latham

Dans les classifications plus anciennes, les cacatoès à plumage noirâtre sont regroupés dans le taxon des Calyptorhynchini, paraphylétique selon la classification de Brown & Toft, et qui comprend en général les espèces des genres Callocephalon, Calyptorhynchus et Probosciger.

## Description

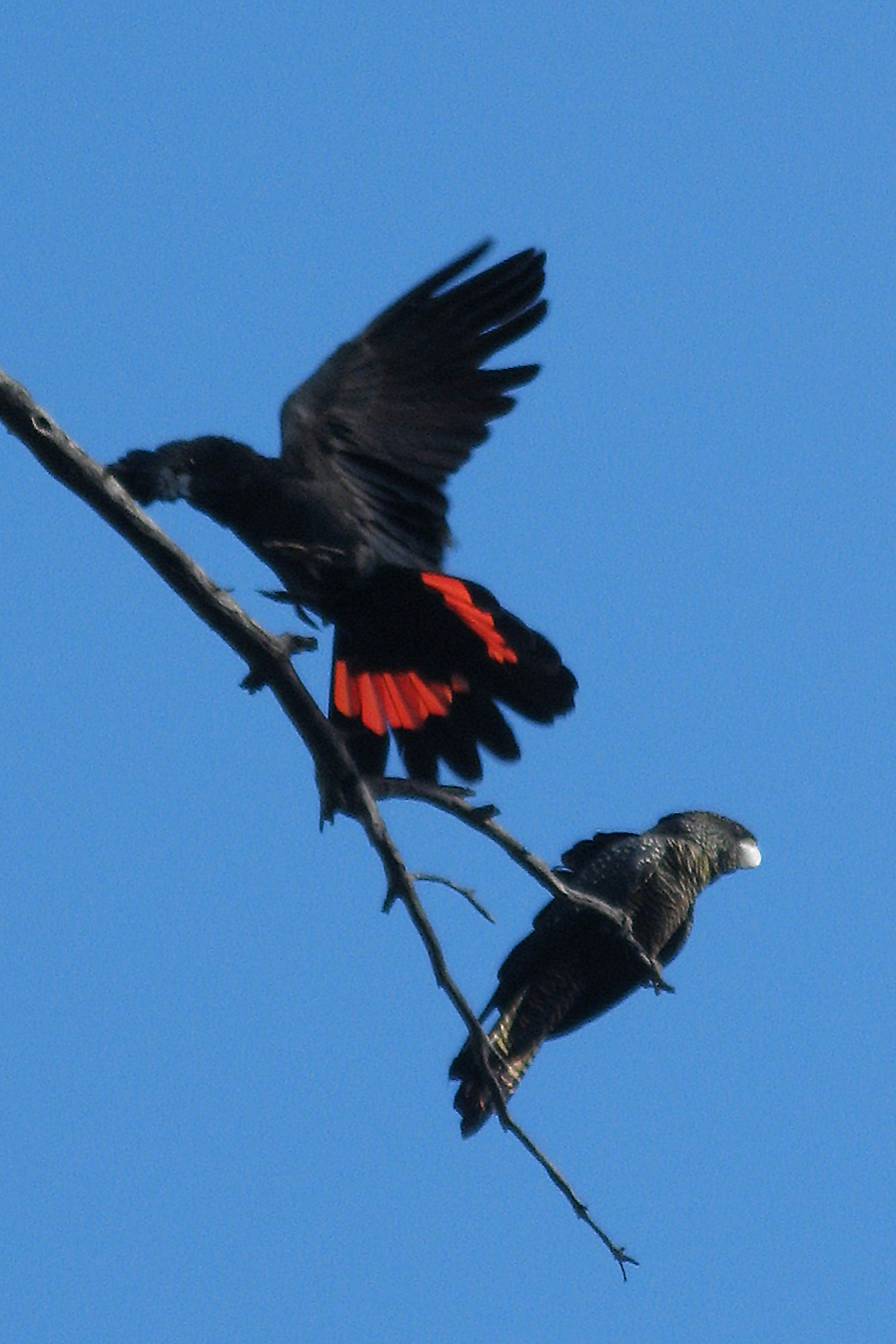
Dimorphisme sexuel ; le mâle est en avant

Le Cacatoès banksien mesure 50 à 65 cm de longueur. Les oiseaux mâles pèsent entre 670 et 920 grammes, les femelles pèsent un peu moins entre 615 et 870 grammes. La masse minimale connue est de 570 g.
Le plumage du mâle est noir avec une crête noire composée de plumes dressées sur le front et le sommet de la tête. La queue est également noire avec deux taches d'un rouge vif au tiers moyen des plumes latérales. Le bec est noir. Les femelles sont brun noir avec des bandes jaune orangé sur la queue et la poitrine et des taches jaunes sur les joues et les ailes. Le bec est pâle, couleur corne. La partie ventrale est barrée de fines bandes jaune sur un fond brun. Le bec présente une couleur corne.
Les jeunes ressemblent aux femelles jusqu'à l'âge de la puberté, qui se produit autour de quatre ans, mais n'ont pas de bande jaune pâle sur le ventre. Lorsque les jeunes mâles atteignent la maturité sexuelle, ils remplacent progressivement leurs plumes jaunes de la queue par des plumes rouges ; le processus complet prend aussi environ quatre ans. Comme d'autres espèces, le cacatoès de Banks peut vivre très longtemps en captivité ; en 1938, l'ornithologue Neville Cayley a signalé un oiseau de plus de cinquante ans au zoo de Taronga.
Plusieurs sortes de cris de cette espèce ont été enregistrées. Le cri de contact entre oiseaux est une sorte de roulement métallique krur-rr ou kree, qui peut se transmettre sur de longues distances et est toujours poussé en vol ; le cri d'alarme est un puissant krurak aigu. Les mâles qui paradent vocalisent des séries de grognements doux suivis d'un répétitif kred-kred-kred-kred.

## Répartition et habitat
Le cacatoès banksien se trouve essentiellement dans les parties les plus sèches de l'Australie. Il est très répandu et abondant dans une large bande couvrant toute la moitié nord du pays, où il est considéré comme un nuisible par les exploitants agricoles avec des zones de distribution plus clairsemées dans le sud. On le trouve dans une grande variété d'habitats allant des prairies en passant par les bois contenant les espèces des taxons suivant : Eucalyptus Corymbia, Angophora, Acacia et Casuarinaceae, jusqu'aux forêts tropicales denses. L'oiseau a besoin de grands, vieux eucalyptus pour nicher dans des creux d'arbres, même si les espèces d'arbres utilisées varient selon les parties du pays.
Ces cacatoès ne sont pas pleinement migrateurs, mais ils effectuent régulièrement des mouvements saisonniers dans différentes parties de l'Australie. Dans le nord du Territoire du Nord, ils quittent la plus grande partie des zones à forte humidité durant l'été pendant la saison des pluies. Dans d'autres régions du pays, les mouvements saisonniers des cacatoès ont tendance à suivre les sources de nourriture, une situation retrouvée dans le nord du Queensland, et de la Nouvelle-Galles du Sud. Dans le sud-ouest de l'Australie-Occidentale, les deux sous-espèces présentes semblent avoir un axe de déplacement nord-sud; vers le nord, après la période de reproduction, dans le cas de sous-espèce C. b. naso, alors que les mouvements de la sous-espèce C. b. samueli dans la Wheatbelt semblent sans plan particulier ni lien avec les saisons.

## Comportement
Le cacatoès banksien est un oiseau diurne et tapageur qu'on voit souvent voler haut dans le ciel en petites bandes, parfois mélangées avec d'autres espèces de cacatoès. Les groupes de 500 oiseaux se retrouvent en général uniquement dans le nord ou lorsque les oiseaux sont regroupés autour de sources de nourriture. Sinon, ils craignent plutôt l'homme. Dans le nord et le centre de l'Australie, les oiseaux peuvent se nourrir sur le sol tandis que les deux sous-espèces méridionales, C. b. graptogyne et C. b. naso, sont presque exclusivement arboricoles. Ils ont tendance à voler assez lentement, avec des pauses alternant avec de grands battements d'ailes, vol très différent de celui de son cousin, le cacatoès de Latham.

## Alimentation
Bien que le cacatoès banksien puisse se nourrir d'une grande variété de graines, indigènes ou importées, sa principale source d'alimentation reste les graines d'eucalyptus. Il y a une relation interspécifique entre ces oiseaux et les plus grandes espèces de myrtacées. Celles-ci varient à travers l'Australie, mais ce sont les arbres  Corymbia calophylla dans le Sud-Ouest de l'Australie-Occidentale, Eucalyptus miniata dans le nord du pays, Eucalyptus baxteri au Victoria ainsi que Corymbia polycarpa et C. intermedia dans le Queensland. Il coupe en mordillant les petites branches d'eucalyptus portant des fruits, puis en les maintenant avec ses pattes, il dilacère les fruits avec son bec, laissant tomber des tas de détritus sur le sol. En dehors des graines d'eucalyptus, il consomme des graines d’Acacia, d’Allocasuarina, de Banksia, de Grevillea et de Hakea, ainsi que des baies, des fruits et divers insectes et larves. Ils se sont adaptés à certaines plantes importées comme l’Emex australis. Il existe certaines preuves de la consommation de la ravenelle, du Chou de Tournefort et de différentes sortes de cucurbitacés (Cucumis ou Citrullus).

## Reproduction

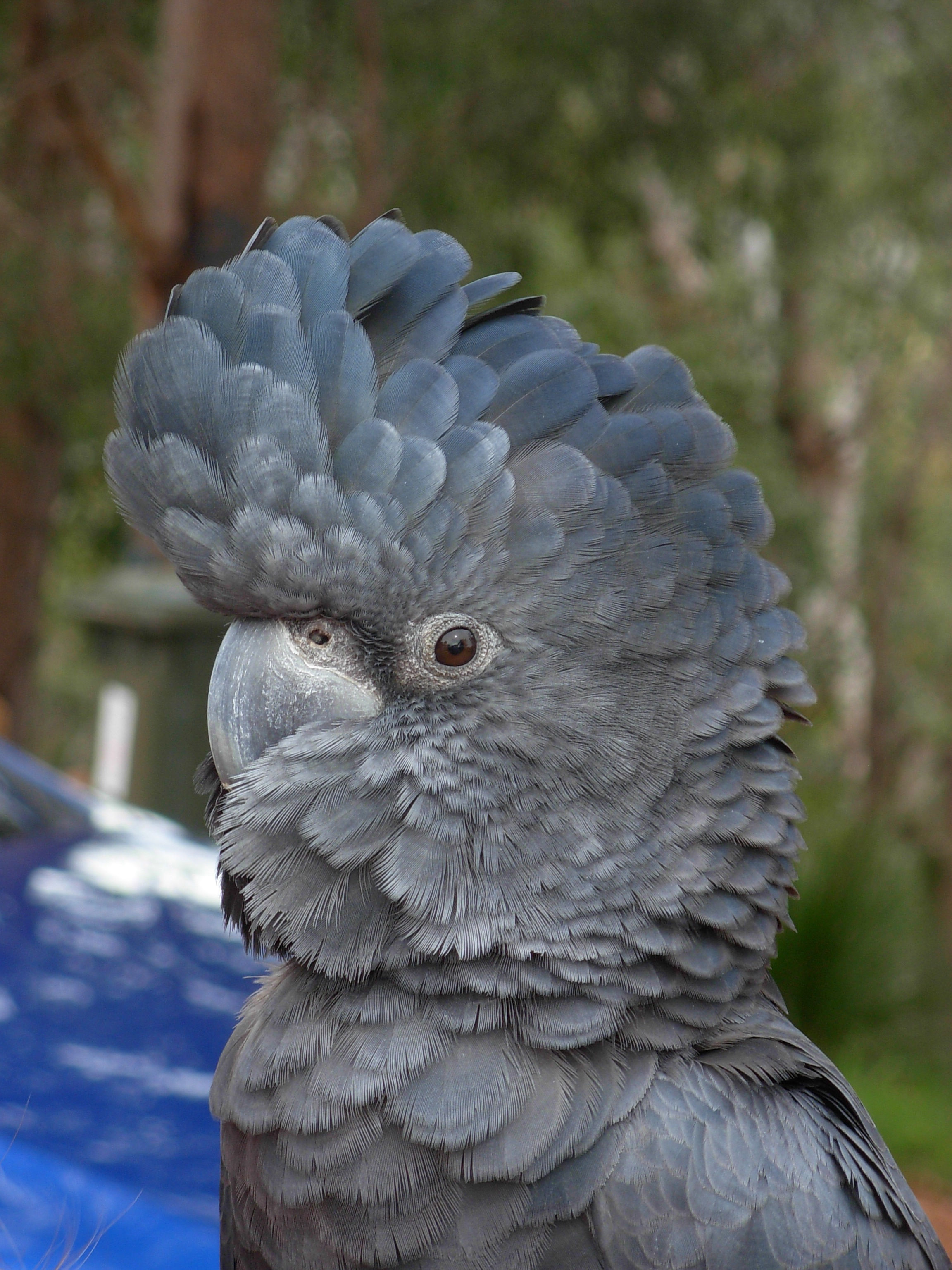
Mâle apprivoisé au Karakamia wildlife sanctuary

Pour séduire la femelle, le cacatoès banksien mâle va hérisser les plumes de sa huppe et de ses joues et cacher ainsi son bec, puis il va chanter et se pavaner, terminant sa parade par un saut et un déploiement des plumes rouges de sa queue vers la femelle qui lui répondra le plus souvent en le mordant. La période de reproduction va généralement de mai à septembre, sauf dans la sous-espèce « du Sud-Est » qui niche au cours de l'été (de décembre à février). Les couples de la sous-espèce C. b. samueli dans la région de la Wheatbelt en Australie occidentale peuvent avoir deux couvées par an, alors que ceux « du Sud-Est » n'en ont qu'une seule. Les nids sont installés dans les creux de grands arbres verticaux. les oiseaux choisissent généralement de grands arbres isolés afin de pouvoir se poser et s'envoler relativement sans encombre. Le même arbre peut être utilisé pendant de nombreuses années. Les nids font de 1 à 2 mètres de profondeur et 0,25 à 0,5 mètre de largeur avec une base en copeaux. Une couvée est constituée de 1 à 2 œufs blancs, sans signes particuliers. L'œuf est couvé approximativement 30 jours. Le deuxième oisillon sera, dans la plupart des cas négligé, par ses parents et finira par périr dans sa petite enfance (28 à 30). Les yeux des jeunes s'ouvrent environ à 3 semaines et le duvet jaune laisse la place aux premières plumes noires à environ 6 semaines. Les jeunes demeurent 11 à 13 semaines dans le nid.

## Relation avec l'homme

### Statut conservatoire
Le cacatoès banksien est protégé par la loi australienne Environment Protection and Biodiversity Conservation Amendment (Wildlife Protection) Act 2001. Il figure à l'annexe II de la CITES, qui permet le commerce international des animaux capturés dans la nature et de ceux élevés en captivité  si ces exportations ne sont pas préjudiciables pour les populations sauvages. Cependant, les actuelles restrictions commerciales australiennes à l'exportation d'Australie ne sont pas imposées par le CITES. C. b. graptogyne est également considéré en voie de disparition selon l'Environment Protection and Biodiversity Conservation Act 1999.
La situation du cacatoès banksien, comme espèce et comme sous-espèce, varie également d'un état à l'autre en Australie. Par exemple:
- Le cacatoès banksien du sud-est, C. b. graptogyne, est considéré comme en voie de disparition selon l'annexe 7  du National Parks and Wildlife Act (1972) de l'Australie-Méridionale[51].
- C. b. graptogyne est également considéré comme menacé par la loi du Victoria Flora and Fauna Guarantee Act (1988). En vertu de cette loi, un programme gouvernemental pour la protection et la gestion future de cette espèce a été établi[52],[53]. Toutefois, il convient également de noter que le cacatoès de Banks est inscrit dans cette loi sous son précédent nom latin, Calyptorhynchus Magnificus. Et, dans la liste consultative des espèces menacées de la faune de vertébrés au Victoria, cette sous-espèce est classée comme menacée[54].
- Le cacatoès de Banks est considéré comme vulnérable selon le Threatened Species Conservation Act (1995) de Nouvelle-Galles du Sud[55].

### Contrebande
À l'instar de nombreux cacatoès et perroquets australiens, le cacatoès de Banks est menacé par le commerce illicite et prospère de la contrebande d'oiseaux. Une forte demande et une mortalité élevée lors du transport font que beaucoup plus d'oiseaux sont prélevés dans la nature que ce qu'il en est effectivement vendu. En 1997, le ministère des ressources naturelles, de l'environnement et des arts (NRETA) du gouvernement du Territoire du Nord a proposé un plan de gestion de C. b. macrorhynchus pour endiguer le commerce illégal des œufs et des oisillons. Cette sous-espèce, qui est relativement abondante sur la partie nord du territoire, a été jugée suffisamment prolifique pour soutenir une récolte limitée de jeunes à des fins commerciales. Il s'agit de la protection de certaines « zones de récolte » et le plafonnement de la récolte à 600 œufs ou nouveau-nés par an, tous les oiseaux captifs doivent être marqués avec des puces électroniques. Des permis différents sont délivrés pour la collecte pour l'exportation et pour la conservation comme animal de compagnie.

### Le plan NRETA
Le plan du gouvernement du Territoire du Nord pour un prélèvement restreint d'individus a été approuvé par un groupe de biologistes qui ont fait valoir qu'une « ignorance du problème » n'avait pas su traiter le trafic illégal et que des fonds publics étaient disponibles pour la protection de cette espèce et la conservation de son habitat. Les experts ont estimé qu'un effondrement catastrophique de la population du Territoire du Nord était très peu probable et que le cacatoès bénéficierait ainsi d'une sensibilisation accrue à son sort et d'une meilleure compréhension de son mode de vie par les propriétaires terriens locaux. L'expérience serait également une contribution précieuse à la connaissance sur l'exploitation durable des ressources sauvages.
Mais d'autres experts ont fait part de graves préoccupations sur ce plan de gestion. Le célèbre biologiste des psittacidés, Joseph Forshaw, s'y est opposé pour plusieurs raisons. Il a exprimé la crainte que, compte tenu de la durée de vie courte des oiseaux, des problèmes de diminution de la taille de la population puissent être masqués pendant de nombreuses années, date à laquelle le nombre des cacatoès restants serait insuffisant pour permettre la survie de la population. Il a également craint que l'augmentation du nombre d'animaux disponibles sur les marchés fasse baisser les prix et donc diminue la rentabilité pour les personnes chargées de leur exploitation. D'autres groupes, comme la Fédération avicole australienne (l'AFA), ont fait part de leurs préoccupations de voir des populations vieillissantes en raison du manque des sites de reproduction et qui pourraient donc être particulièrement vulnérables à la perte de jeunes, chose qui, une fois encore, ne pourrait pas être évidente pendant de nombreuses années. Ils craignaient également que, puisque les adultes s'accouplent pour la vie, un oiseau dont le partenaire aurait été capturé ne s'accouple plus. À ce jour, le plan n'a pas été mis en application, le Sénat australien, qui enquêtait sur l'utilisation commerciale de la faune australienne, a conclu, au début de 1998, que la capture organisée et le commerce des oiseaux sauvages adultes devraient être interdites.

### Élevage
À la fin des années 1990, un cacatoès de Banks se vendait 1 750 AUD en Australie et 8 900 AUD à l'étranger. Des oiseaux apprivoisés peuvent être vendus 15 000 à 40 000 AUD aux États-Unis, où ce sont des oiseaux rares. Cette espèce n'est pas courante dans les élevages européens bien qu'elle soit quand même la plus abondante de ce groupe. Surtout présente en Allemagne et aux Pays-Bas, elle n'est présente en France que chez une dizaine d'éleveurs.
Le Cacatoès de Banks est le plus courant des cacatoès de type noirâtre en captivité où il peut bien s'adapter et avoir une longue espérance de vie s'il dispose de beaucoup d'espace. Jusqu'à présent, la plupart des oiseaux en captivité appartiennent aux sous-espèces C. b. banksii et C. B. samueli. Comme pour les autres espèces sauvages élevées, ces oiseaux ont souvent été reproduits sans beaucoup d'attention à leur sous-espèce. Toutefois, l'augmentation de l'intérêt de la conservation des espèces a fait que les éleveurs actuels sont plus préoccupés par le maintien de l'intégrité des différentes sous-espèces et évitent les croisements.
Les oiseaux se reproduisent facilement en captivité et peuvent pondre un œuf toutes les 3 semaines entre février et novembre. Une fois que la femelle a un œuf dans son nid, elle ne pondra plus. Le meilleur moment pour les élever à la main est à environ 10 semaines lorsque les plumes noires sont en place mais que les rectrices sont encore courtes. Les jeunes oiseaux peuvent voler vers 4 mois. Les mâles adultes vont devenir agressifs envers les jeunes peu de temps après l'envol et doivent être séparés s'ils sont élevés en cage.
Les oiseaux apprivoisés peuvent apprendre quelques mots et se montrer très affectueux, mais les mâles subissent l'empreinte humaine et ne cherchent plus à se reproduire.
Quelques sujets à dominante jaune panachée de noir existent en Australie et constituent la seule mutation pigmentaire connue à ce jour.

### Représentations culturelles
Un cacatoès de Banks, du nom de Karak, a été la mascotte officielle des Jeux du Commonwealth de 2006 qui se sont tenus à Melbourne. La campagne a coïncidé avec la mise en œuvre d'initiatives visant à assurer la survie de la sous-espèce du sud-est ainsi qu'une campagne de sensibilisation à l'environnement.
Une histoire traditionnelle aborigène de l'ouest de la Terre d'Arnhem est celle de Black Cockatoo et de son mari Crow, qui font partie des personnes-oiseaux, portant des plumes noires après avoir été frappés par une maladie venant de la mer. De peur d'être enterrés vivants, ils se transforment en oiseaux et volent haut dans le ciel. Dans le folklore du peuple Tiwi, le Cacatoès de Banks accompagne les morts vers le ciel.

### Source
- J.M. Forshaw, « Cacatoès de Banks ou cacatoès banksien », Revue Oiseaux Exotiques, vol. 322,‎ 2007, p. 42-53.
- (en) Lendon Alan H., Australian Parrots in Field and Aviary, Angus & Robertson, 1973 (ISBN 0-207-12424-8)
- (en) S. Garnett, Threatened and Extinct Birds Of Australia, Canberra, Royal Australasian Ornithologists Union, National Library, 1993 (ISSN 0812-8014)
- (en) David M Brown et Catherine A Toft, « Molecular systematics and biogeography of the Cockatoos (Psittaciformes: Cacatuidae) », The Auk, vol. 116, no 1,‎ janvier 1999, p. 141-157 (lire en ligne)